# Radio Centrum (Kalisz)
Radio Centrum – lokalna samorządowa stacja radiowa w Kaliszu, największa stacja radiowa w Kaliskiem; należy do Centrum Kultury i Sztuki w Kaliszu.
Emisję programu radio rozpoczęto 12 marca 1992. Maciej Roch Pietrzak i realizator dźwięku Marcin Bieniecki rozpoczęli działalność stacji utworem „Something Happened on the Way to Heaven” Phila Collinsa.
Rozgłośnia nadaje 24-godzinny program z nadajnika o mocy 10 kW w Radiowo-Telewizyjnym Centrum Nadawczym Kalisz Mikstat. Anteny nadawcze umieszczone są na wysokości 218 m n.p.m., co łącznie z wysokością obiektu 211 m daje zasięg wykraczający poza południowo-wschodnie granice województwa wielkopolskiego.  
Redaktorem naczelnym stacji jest od 2007 Piotr Krysiak. 